# 理夏德·普日贝什
理夏德·普日贝什（波蘭語：Ryszard Przybysz，1950年1月8日—2002年2月23日），波兰前男子手球运动员。他曾代表波兰国家队参加1976年夏季奥林匹克运动会手球比赛，获得一枚铜牌。